# Gulgastrura
Gulgastrura is een geslacht van springstaarten uit de familie van Gulgastruridae en telt 1 beschreven soort.

## Taxonomie
- Gulgastrura reticulosa - Yosii, R, 1966